# Decocción
Se llama cocimiento o decocción a toda bebida, medicinal o de degustación, o de simple consumo nutritivo, hecha de vegetales u otras sustancias tras haber sido filtradas por un líquido mientras este estaba en ebullición. La decocción más ampliamente consumida en el mundo es, de lejos, el café. El té, por ejemplo, otra bebida caliente muy consumida después del café, se diferencia de este último en que es una infusión. La decocción supone necesariamente un hervor seguido y esto es lo que la diferencia de la infusión (el té y la manzanilla, por ejemplo, son infusiones pues se preparan en reposo, en inmersión de agua muy caliente, pero que ya no hierve). El objeto de la decocción es el mismo que el de la infusión: disolver las sustancias de un cuerpo y extenderlas en un vehículo conveniente para el consumo, en general el agua.

## Bebidas de consumo o de degustación

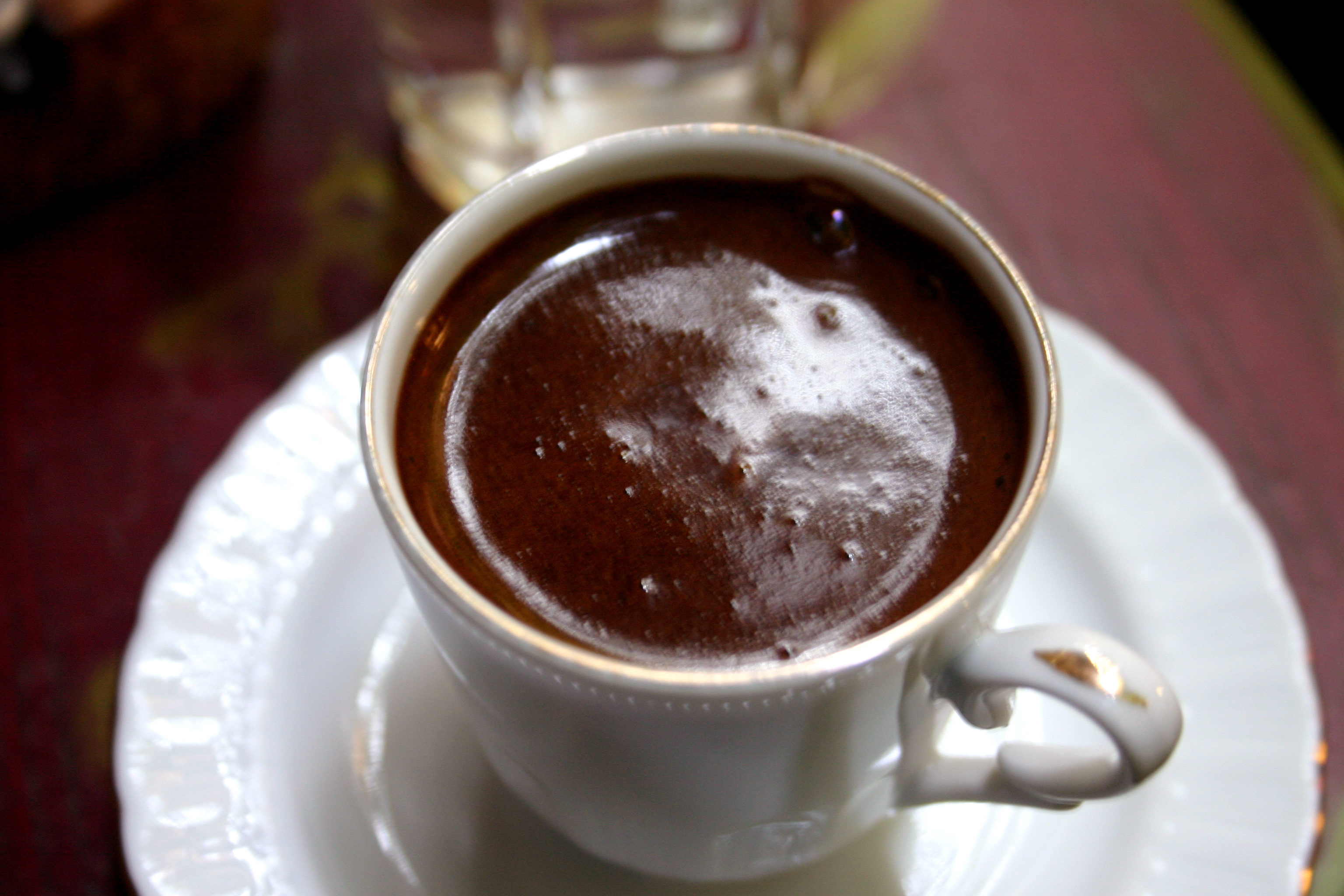
El café turco se prepara por decocción.

En el caso del café, la decocción se hace en general a través de un filtro que regula la cantidad de agua a hervir. Una vez hervida toda el agua, esta ya ha pasado a ser café llegado a término, y la decocción debe ser detenida para que el café no pierda sus propiedades óptimas de degustación. De seguir hirviendo en exceso, las moléculas de café disueltas en el agua se cuecen demasiado y la bebida acaba echada a perder.

## Decocciones medicinales
En el caso de las decocciones medicinales, cuanto más duras y compactas son las sustancias medicinales, tanto más tiempo necesitan estar hirviendo. Cuando se han de cocer, por ejemplo, muchas sustancias vegetales en una misma agua, conviene empezar por las más duras, tales como los leños, continuando después por las cortezas, las raíces, las semillas y las hierbas. Las sustancias animales que no contienen nada volátil se han de poner primero, por ejemplo, la ternera, el pollo, la víbora. Las demás materias animales que se cuecen con facilidad, como los cangrejos, deben cocerse menos tiempo y las flores nunca han de hervir. Terminada la cocción se añaden las sustancias dulces.